# Порт-Велике Запоріжжя
Порт-Вели́ке Запорíжжя — вантажна станція Запорізької дирекції Придніпровської залізниці знаходиться у Дніпровському районі міста Запоріжжя неподалік річкового порту у верхньому б'єфі річки Дніпро.

## Діяльність станції
Обслуговує великі підприємства чорної та кольорової металургії: комбінат «Запоріжсталь», заводи: «Дніпроспецсталь», "Запорізький завод феросплавів", «Укрграфіт», коксохімічний; металообробки, хімічної промисловості, таких заводів як абразивний, «Запоріжтрансформатор», «Запоріжкабель», «Кремнійполімер»; підприємства будівельних матеріалів, легкої та харчової промисловості та інші.